# Ute Lukasch

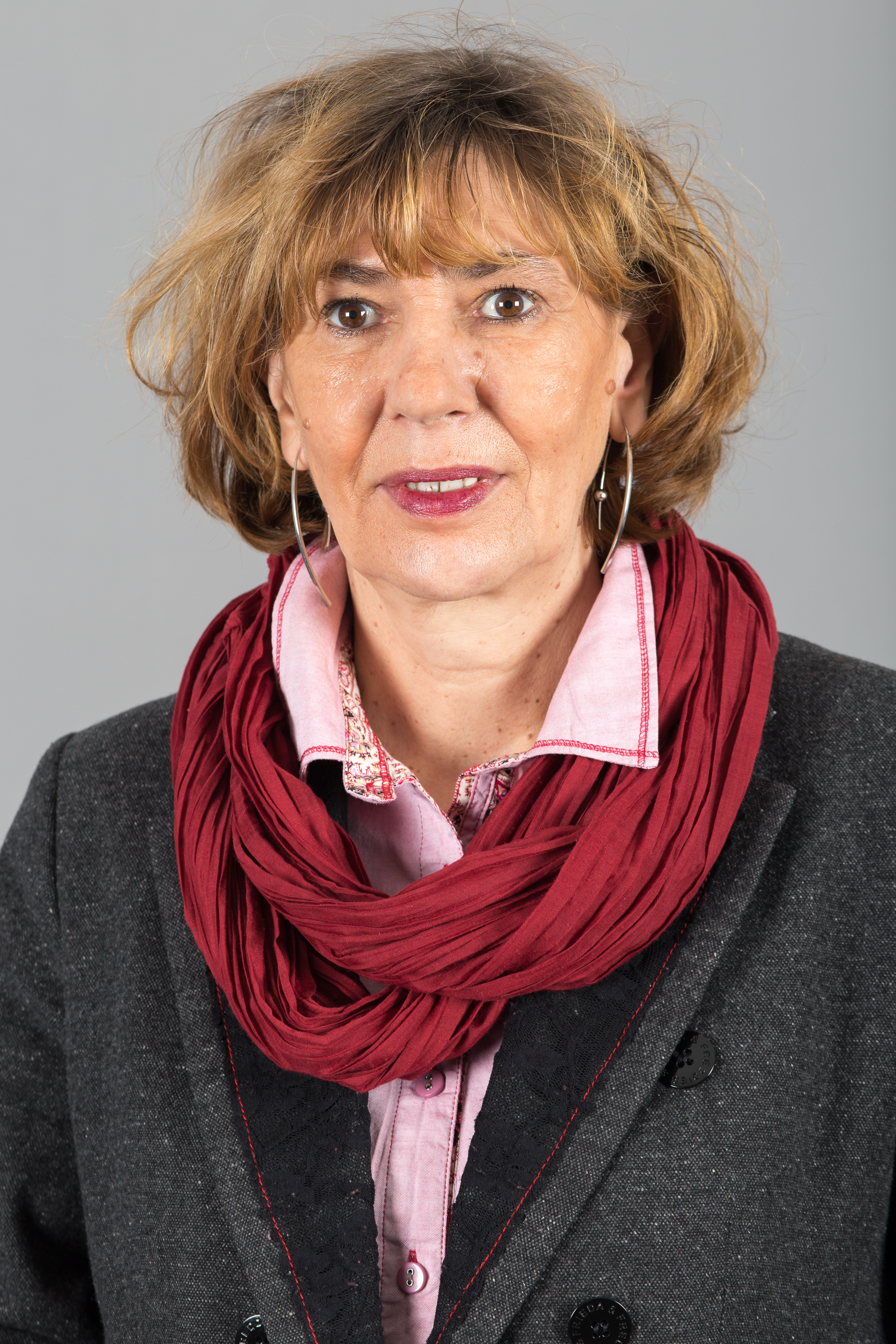
Ute Lukasch 2016

Ute Lukasch (* 22. August 1961 in Zwenkau) ist eine deutsche Politikerin der Partei Die Linke. Sie war von 2013 bis 2024 Mitglied des Thüringer Landtags.

## Leben
Lukasch absolvierte eine Ausbildung zur Wirtschaftskauffrau in einem Leipziger Großhandelsbetrieb sowie ein Fernstudium in Handelsökonomie. Zuletzt war sie Kaderleiterin der HO in Schmölln. Nach der politischen Wende war sie mehrfach arbeitslos; neben Tätigkeiten als Buchhalterin wurde sie zeitweise auch in Arbeitsbeschaffungsmaßnahmen eingesetzt und betrieb eine kleine Reinigungsfirma.
Von 1979 bis 1990 war sie Mitglied der Sozialistischen Einheitspartei Deutschlands (SED). 2002 wurde sie Mitglied der Partei des Demokratischen Sozialismus (PDS). Sie gründete eine Selbsthilfegruppe für Hartz-IV-Empfänger. 2004 wurde sie Wahlkreismitarbeiterin der Landtagsabgeordneten Michaele Sojka.
Am 22. Oktober 2013 rückte sie für Martina Renner in den Thüringer Landtag nach. Sie war Mitglied im Petitionsausschuss und des Ausschusses Infrastruktur, Landwirtschaft und Forsten. Bei den Landtagswahlen 2014 und 2019 erhielt sie ein Mandat über die Landesliste ihrer Partei. Bei der Landtagswahl 2024 kandidierte sie nicht erneut.